# Blåbjerg Klitplantage
Blåbjerg Klitplantage är en skog i Danmark.   Den ligger sydväst om Nørre Nebel i Varde kommun, Region Syddanmark, i den västra delen av landet, 270 km väster om Köpenhamn.